# Portada/article novembre 27

## Casa Milà
La Casa Milà, també coneguda com «la Pedrera», és un edifici modernista que es troba al Passeig de Gràcia de Barcelona. Va ser la darrera obra civil dissenyada per Antoni Gaudí i fou construïda entre l'any 1906 i el 1910. Va ser un encàrrec de l'empresari Pere Milà i Camps i de la seva dona Roser Segimon i Artells, i fou molt polèmica en el seu moment per les agosarades formes ondulades de la façana de pedra i els ferros forjats retorts que en decoren les balconades i finestres, dissenyats en gran part per Josep Maria Jujol, qui també va projectar alguns dels cels rasos de guix.